# Xã Blaine, Quận Adams, Nebraska
Xã Blaine (tiếng Anh: Blaine Township) là một xã thuộc quận Adams, tiểu bang Nebraska, Hoa Kỳ. Năm 2010, dân số của xã này là 497 người.